# Glaucom
Glaucomul este o boală a ochiului care produce atrofierea nervului optic și îngustarea câmpului vizual și pierderea progresivă a vederii. Câmpul vizual este suprafața percepută când privirea este fixată drept înainte. 
Glaucomul se caracterizează prin creșterea tensiunii intraoculare și scăderea acuității vizuale. Glaucomul poate însă exista și când presiunea este normală. De asemenea, sunt frecvente cazurile de presiune intraoculară mărită (temporar), fără să se fi declanșat glaucomul. Pierderea câmpului vizual asociat glaucomului este permanent și ireversibil.
Netratat, glaucomul duce la cecitate (orbire), fiind cea de-a doua cauză de orbire la nivel mondial. În România se estimează că există mai mult de 150.000 de cazuri.

## Tratament
Obiectivele actuale ale tratamentului glaucomului sunt evitarea leziunilor glaucomatoase și nervoase și menținerea câmpului vizual al pacienților și a calității generale a vieții cu efecte secundare minime. Acest lucru necesită moculară (PIO) este doar unul dintre principalii factori de risc pentru glaucom, reducerea acesteia cu diferite medicamente și/sau metode chirurgicale este în prezent principalul tratament al glaucomului. Studiile au arătat, de asemenea, că consumul de marijuana are un efect asupra presiunii intraoculare. O analiză a persoanelor cu glaucom cu unghi deschis primar și hipertensiune intraoculară a arătat că tratamentul medicamentos pentru scăderea PIO încetinește progresia pierderii câmpului vizual.
Fluxul vascular și teoriile neurodegenerative ale neuropatiei optice glaucomatoase au determinat cercetări în diferite strategii terapeutice neuroprotectoare, inclusiv compuși nutriționali, dintre care unii pot fi considerați siguri pentru utilizare de către medici în prezent, în timp ce alții sunt testați. Stresul mental este, de asemenea, considerat o consecință și o cauză a pierderii vederii, ceea ce înseamnă că antrenamentul de gestionare a stresului, antrenamentul autogen și alte metode de gestionare a stresului pot fi de ajutor.

## Clasificare

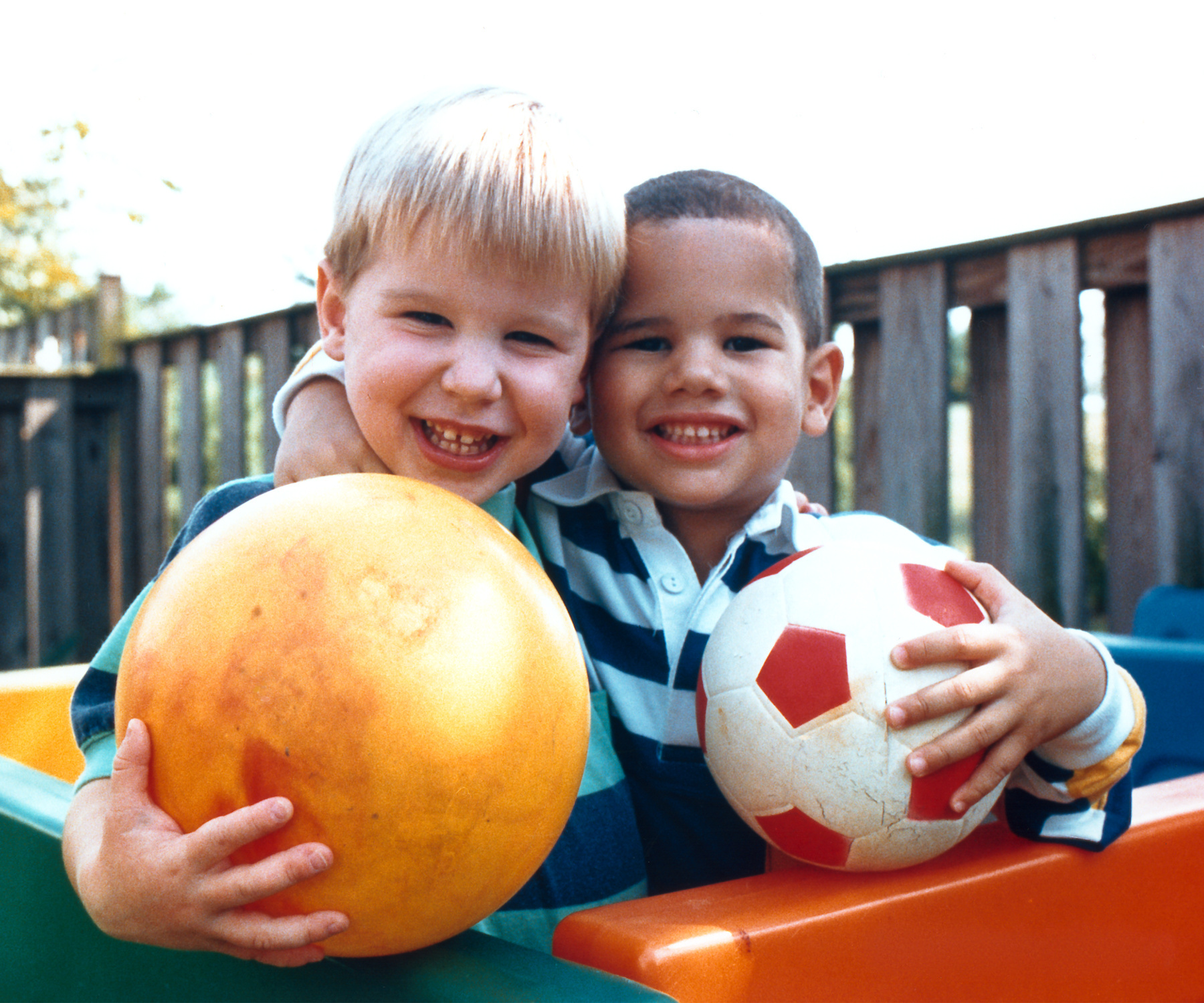
Câmp vizual normal

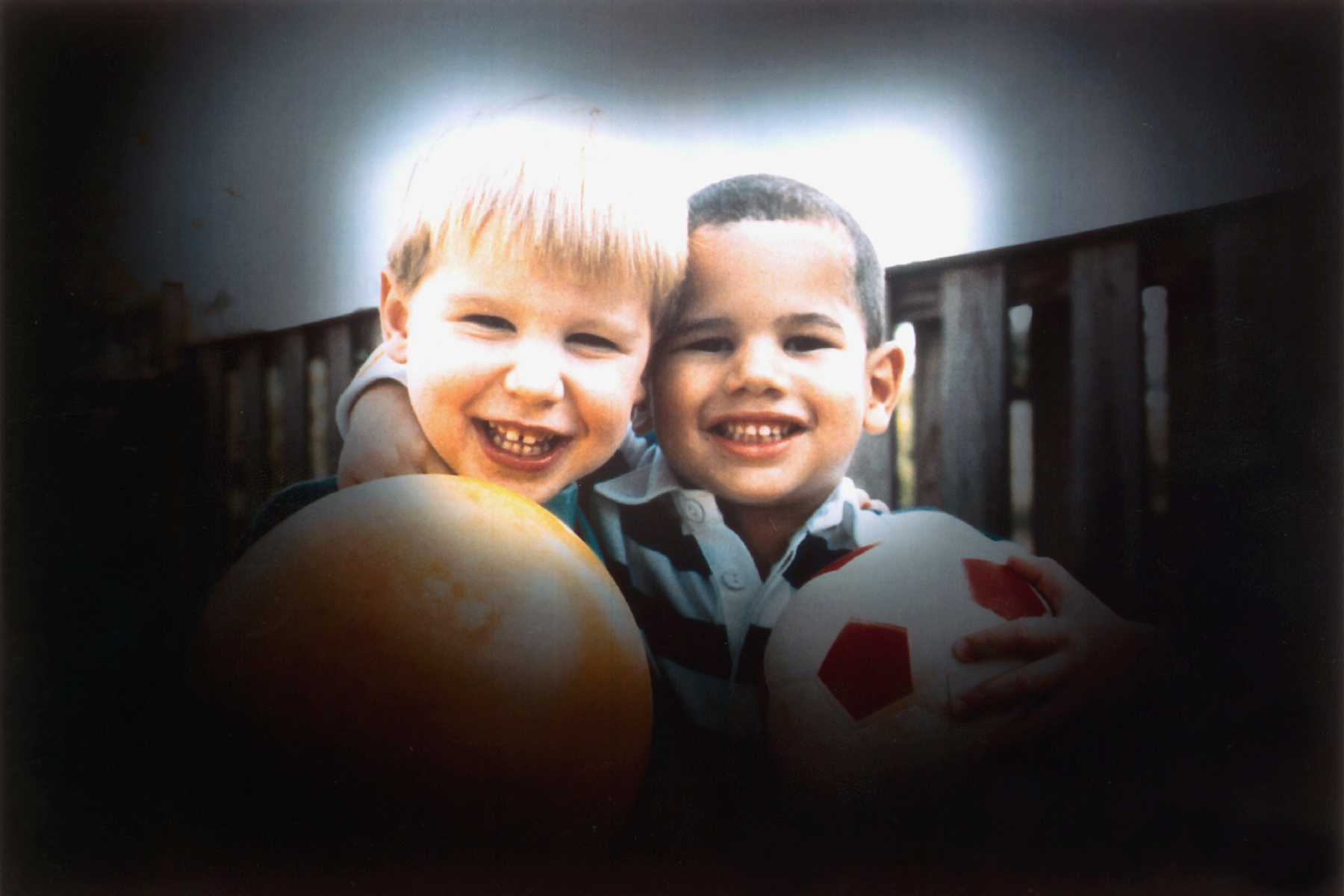
Câmp vizual îngustat de glaucom

- Glaucom cronic - se instalează treptat, asimptomatic
- Glaucom acut - se instalează brusc datorită creșterii intraoculare

- Glaucom primitiv cu unghi deschis - forma cea mai frecventă (peste 90% din cazuri)
- Glaucom primitiv cu unghi închis

- Glaucom congenital
- Glaucom infantil - apare la vârsta de 3-4 ani
- Glaucom juvenil - apare după vârsta de 10 ani
- Glaucom la adulți - cea mai frecventă formă

- Glaucom primitiv - care apar fără motiv cunoscut: glaucomul cu unghi închis, glaucomul cu unghi deschis, glaucomul congenital
- Glaucom secundar - care apare în urma unei cauze identificabile: glaucom pigmentar, glaucom exfoliativ, glaucom neurovascular, glaucom traumatic

## Cauze
O serie de factori duc la creșterea riscului de glaucom:
- antecedentele familiale (glaucom în familie)
- îmbătrânirea
- diabetul și bolile vasculare
- miopia severă.
- hipertensiune arterială